# Strongylosoma broelemanni
Strongylosoma broelemanni är en mångfotingart som beskrevs av Jean-Henri Humbert och Henri Saussure. Strongylosoma broelemanni ingår i släktet Strongylosoma och familjen orangeridubbelfotingar. Inga underarter finns listade i Catalogue of Life.